# Johnny Jameson
Johnny Charles Jameson (Belfast, 1958. március 11.  – ) északír válogatott labdarúgó.

## Pályafutása

### Klubcsapatban
Belfastban született. 1975-ben a Bangorban kezdte a pályafutását. 1977 és 1978 között Angliában a Huddersfield Townban játszott. 1978 és 1980 között a Linfieldben szerepelt, melynek tagjaként 1979-ben és 1980-ban északír bajnoki címet szerzett. 1980-tól 1994-ig a Glentoran játékosa volt, mellyel 1981-ben bajnokságot, 1983-ban pedig kupát nyert. 

### A válogatottban
Az északír válogatottban soha nem mutatkozott be, de tagja volt az 1982-es világbajnokságon résztvevő válogatott keretének.

## Sikerei, díjai
Linfield FC
- Északír bajnok (2): 1978–79, 1979–80
- Északír kupagyőztes (1): 1979–80

Glentoran FC
- Északír bajnok (1): 1980–81
- Északír kupagyőztes (1): 1982–83